# The Supremes (album)
The Supremes è un album del gruppo musicale statunitense The Supremes pubblicato dalla Motown Records nel 1975.

## Tracce

### Lato A
1. He's My Man (Greg Wright, Karin Patterson)
2. Early Morning Love (Harold Beatty, Brian Holland, Edward Holland, Jr.)
3. Where Is It I Belong (Samuel Brown, III, Ronald Brown, Elaine Brown)
4. It's All Been Said Before (Dennis Lambert, Brian Potter)
5. This Is Why I Believe in You (Michael B. Sutton, Pam Sawyer)

### Lato B
1. You Can't Stop a Girl In Love (Terry Woodford, George Soulé)
2. Color My World Blue (Frank Johnson)
3. Give Out, But Don't Give Up (Terry Woodford, Clayton Ivey, Barbara Wyrick)
4. Where Do I Go From Here (Edward Holland, Jr., Brian Holland)
5. You Turn Me Around (Barry Mann, Cynthia Weil)

## Classifiche
| Classifica (1975)               | Posizione più alta |
| ------------------------------- | ------------------ |
| U.S. Billboard 200              | 152                |
| U.S. Billboard R&B Albums Chart | 25                 |